# Adrienne Davies
Adrienne Davies (ur. w Baltimore) – amerykańska perkusistka rockowa, najbardziej znana jako członkini zespołu Earth.

## Życiorys i kariera artystyczna
Adrienne Davies urodziła się w Baltimore, w rodzinie hippiesów. Miała czterech braci, z których jeden był muzykiem metalowym. Od wczesnych lat grała na perkusji. W połowie lat 80. przeniosła się na Wybrzeże Północno-Zachodnie. Gdy miała 17 lat, poznała Dylana Carlsona, późniejszego założyciela zespołu Earth. W latach 90. grała w różnych zespołach hardcore’owych, takich jak Hot Puke z Olympii. W 2000 roku ponownie spotkała się z Carlsonem i wkrótce potem oboje zaczęli razem grać. Carlson zmagał się w tym czasie z uzależnieniem od heroiny wciąż odczuwając skutki śmierci swojego przyjaciela, Kurta Cobaina. Wcześniej, w 1997 roku zawiesił działalność Earth. W 2003 roku Carlson i Davies koncertowali razem na Wschodnim Wybrzeżu w dwuosobowym składzie, już jako Earth, prezentując odnowioną wersję charakterystycznego dla zespołu doom metalu, połączonego z dronowym brzmieniem gitary Carlsona. Efektem wspólnych występów nowego Earth stał się koncertowy album Living in the Gleam of an Unsheathed Sword z tytułowym utworem, trwającym blisko godzinę. Kulminacją stylowego mariażu Earth był wydany w 2005 roku album Hex; Or Printing in the Infernal Method. Davies wniosła do brzmienia duetu własny styl, ukształtowany pod wpływem muzyki punkowej i metalowej, ale także stylu muzyków sesyjnych z lat 70., takich jak Steve Gadd i Jim Keltner. 
W tym samym okresie Davies uczestniczyła w realizacji albumu Altar, wspólnego przedsięwzięcia zespołów Sunn O))) i Boris. Jej wkładem był utwór „The Sinking Belle (Blue Sheep)”, w którym zagrała na instrumentach perkusyjnych. 
Album ukazał się 23 października 2006 roku nakładem Southern Lord Records. Charakterystyczny styl Davies uwidocznił się na kolejnych albumach Earth, takich jak wydany w 2014 roku Primitive and Deadly, ale jeszcze bardziej w występach na żywo.
Chociaż Carlson i Davies byli jedynymi stałymi członkami Earth, to przez zespół od momentu jego reaktywacji przewinęło się wielu muzyków. Kulminacją tych zmian personalnych był wspomniany już album Primitive and Deadly. Pięć lat później Carlson i Davies nagrali płytę tylko we dwoje, zatytułowaną Full Upon Her Burning Lips.  Jest to pierwsza płyta Earth, na której oboje są jedynymi wykonawcami. Na okładce albumu widnieją ich twarze. Dotąd żaden inny album Earth nie zawierał prawdziwych wizerunków zespołu.